# 2014年ソチオリンピックのパキスタン選手団
2014年ソチオリンピックのパキスタン選手団（2014ねんソチオリンピックのパキスタンせんしゅだん）は、2014年2月7日から23日までロシアのソチで開催されたソチオリンピックパキスタン選手団の名簿。

## 選手団
- 人員: 選手 1人
- 開会式旗手: ムハンマド・カリーム

## アルペンスキー
- ムハンマド・カリーム

男子大回転 (71位、3:27.41)